# San Jorde de Ojeda
San Jorde es un antiguo municipio español, hoy despoblado de la provincia de Palencia (comunidad autónoma de Castilla y León). Pertenece al municipio de Prádanos de Ojeda.

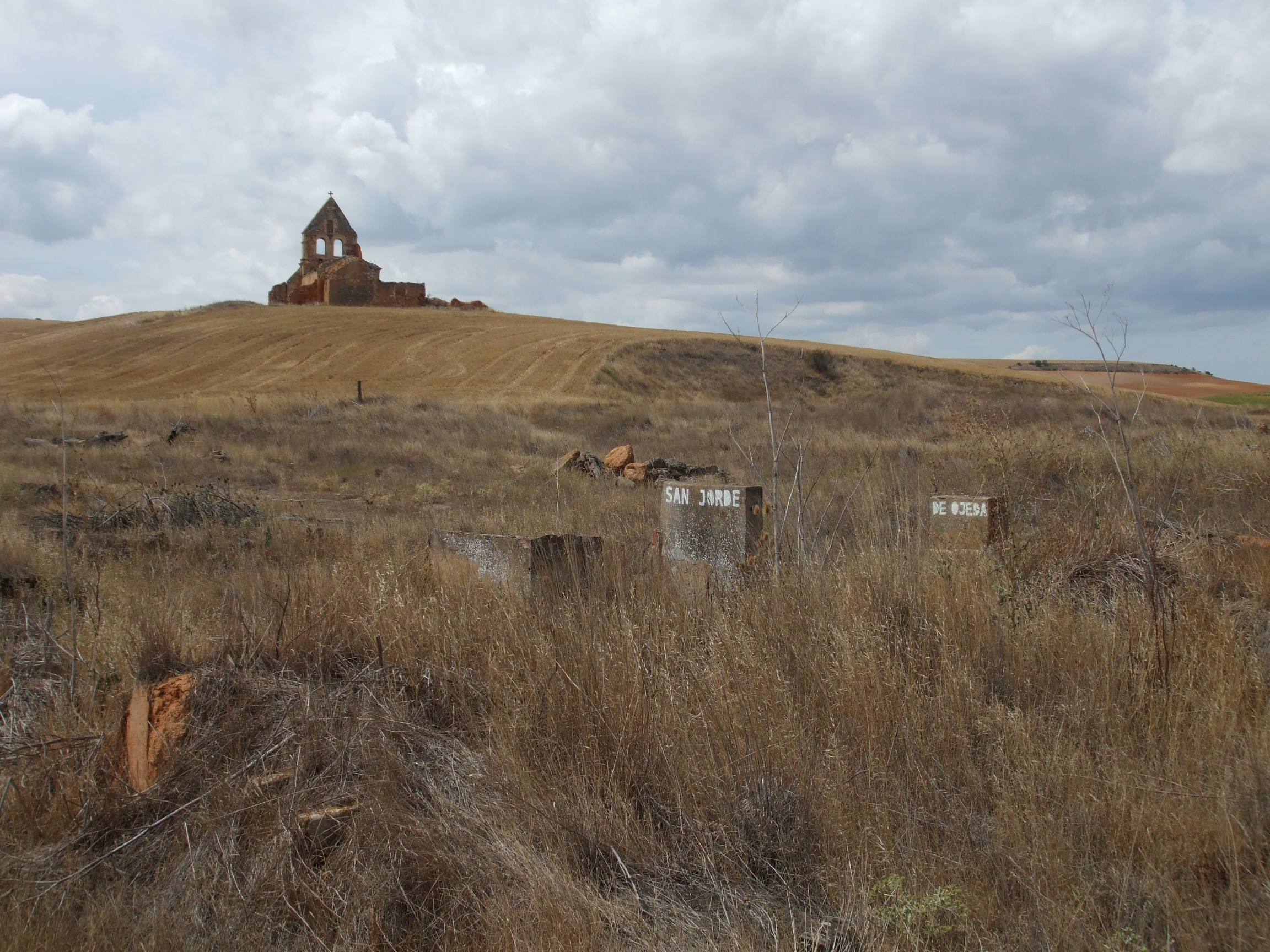
Vista del despoblado de San Jorde de Ojeda con la iglesia al fondo

## Geografía
Situada 1,5 km al nordeste de Sotillo de Boedo y 9 km de Prádanos de Ojeda, hace muchos años que la población de San Jorde no existe, el despoblado estaba en la comarca de La Ojeda, en las cercanías de las localidades de Villabermudo de Ojeda y La Vid de Ojeda, a unos 5 kilómetros.

## Historia
Durante la Edad Media pertenecía a la Merindad menor de Monzón , Meryndat de Monçon
A la caída del Antiguo Régimen la localidad se constituye en municipio constitucional que en el censo de 1842 contaba con 1 hogar y 5 vecinos, para posteriormente integrarse en Prádanos de Ojeda como enclave municipal.

### sigloXIX
Así se describe a San Jorde en la página 640 del tomo IX del Diccionario geográfico-estadístico-histórico de España y sus posesiones de Ultramar, obra impulsada por Pascual Madoz a mediados del siglo XIX:

JORGE ó JORDE (SAN)

Lugar agregado al ayuntamiento de Prádanos de Ojeda (1 1/2 legua), en la provincia y diócesis de Palencia (12), partido judicial de Cervera del Río Pisuerga (5), audiencia territorial y capitanía general de Valladolid (20).
Situado en una pequeña colina y dominado por el S de otra más elevada, con clima algo frío, combatido por los vientos de N y E y propenso a calenturas catarrales.
Tiene 2 casas de mala construcción, una iglesia bajo la advocación de San Jorge y aneja de la de Sotillo, y servida por el párroco de esta, y al O se halla el Campo Santo.
Próxima a la población hay una fuente de donde se surten los vecinos.
Confina el término por N la Vid; E Villavermudo; S Sotillo de Boedo, y O Dehesa de Romanos. Su extensión es de 1/2 legua de N a S, e igual distancia de E a O.
El terreno es de secano y poco productivo; al O se crían algunos brezos que se aprovechan para quemar.
Los caminos son locales y su estado mediano. La correspondencia se recibe de Herrera del Río Pisuerga.
Producciones: trigo morcajo, centeno, cebada, avena y toda clase de legumbres; se cría ganado lanar, vacuno y caballar en corta cantidad; caza de liebres y perdices.
Industria: la agrícola.
Comercio: la venta de granos.
Población: 2 vecinos, 8 almas.
Capital productivo: 6.540 reales. Imponible: 287.

El presupuesto municipal lo paga en unión con su ayuntamiento.

## Patrimonio

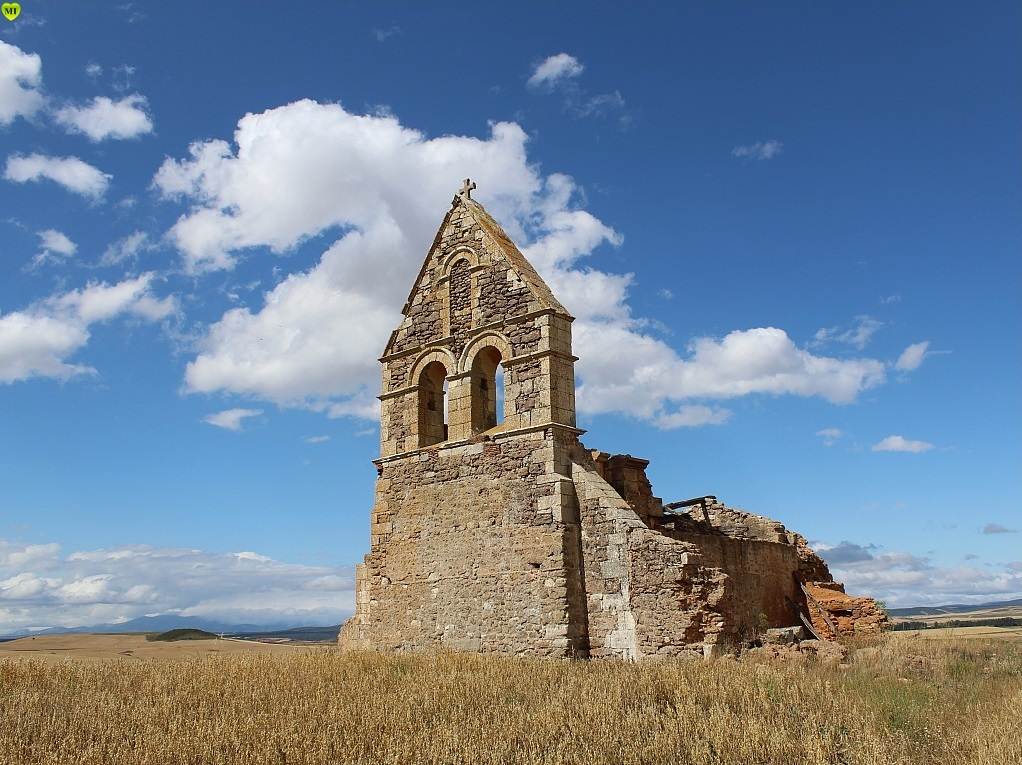
Iglesia de San Jorde de Ojeda

La iglesia románica con imponente espadaña. El templo, del siglo XIII, dedicado a San Jorge, se encuentra actualmente en ruinas, conservándose su cornisa y algunos canecillos muy dañados. La imagen del santo titular, obra renancentista del siglo XVI, se encuentra actualmente en el Museo Diocesano de Palencia.